# تی‌اس‌اس اسنودان (۱۹۰۲)
تی‌اس‌اس اسنودان (۱۹۰۲) (به انگلیسی: TSS Snowdon (1902)) یک کشتی بود که طول آن ۲۹۹٫۹ فوت (۹۱٫۴ متر) بود. این کشتی در سال ۱۹۰۲ ساخته شد.